# Microrégion du littoral sud

Localisation de la microrégion du littoral sud

La microrégion du littoral sud est l'une des quatre microrégions qui subdivisent la mésorégion de l'est de l'État du Rio Grande do Norte au Brésil.
Elle comporte 10 municipalités qui regroupaient 121 981 habitants en 2006 pour une superficie totale de 1 390 km2.

## Municipalités[1]
- Arês
- Baía Formosa
- Canguaretama
- Espírito Santo
- Goianinha
- Montanhas
- Pedro Velho
- Senador Georgino Avelino
- Tibau do Sul
- Vila Flor